# Zawodzie (zajezdnia tramwajowa)

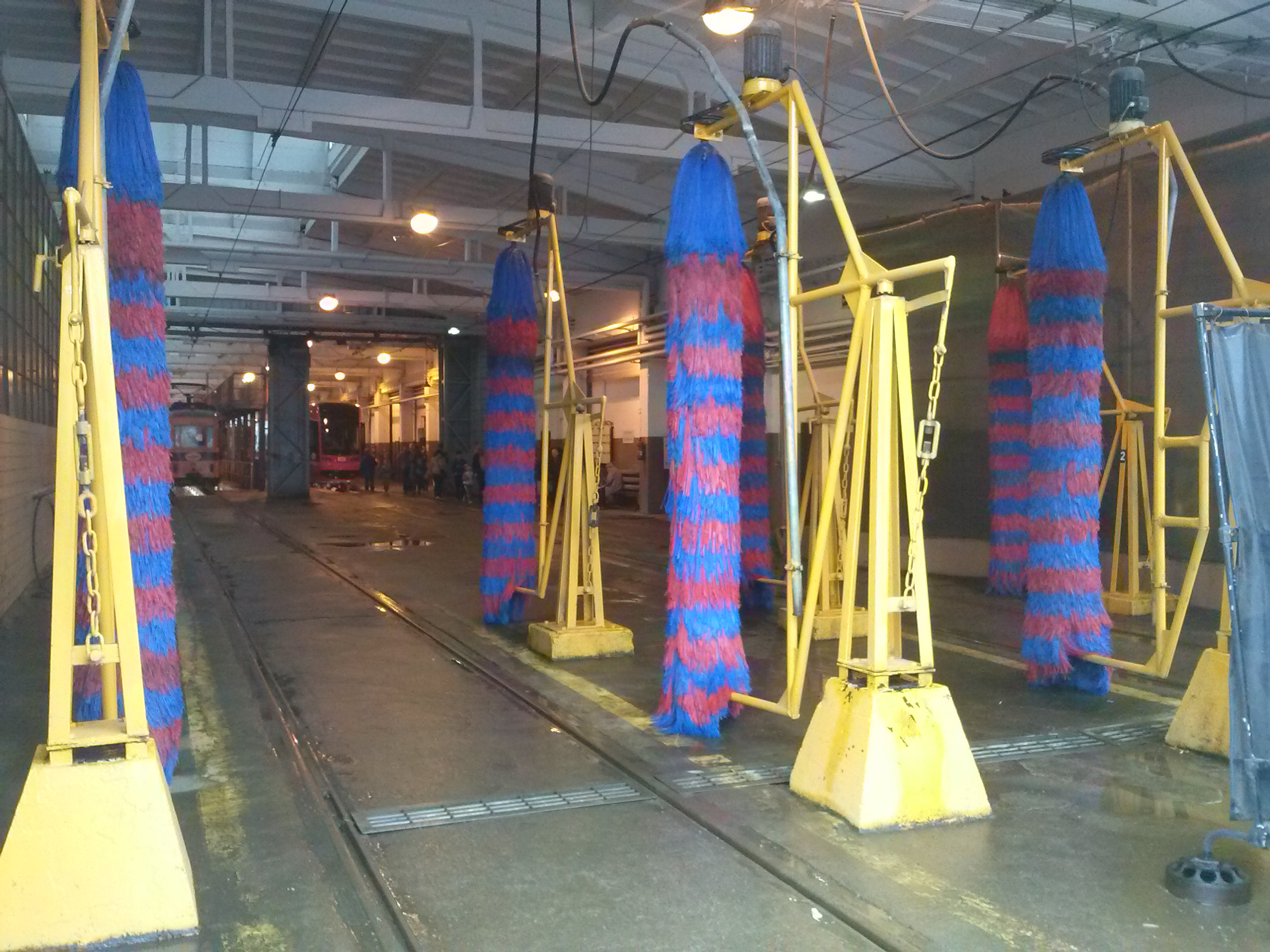
Myjnia tramwajowa w jednej z hal zajezdni

Zawodzie – zajezdnia tramwajowa Tramwajów Śląskich w Katowicach, położona przy ul. 1 Maja 152.

## Informacje ogólne
Zajezdnia należy do Rejonu Komunikacyjnego numer 2 Tramwajów Śląskich. Na terenie zakładu znajduje się również Ośrodek Szkolenia Motorniczych..

## Linie
Zajezdnia Katowice Zawodzie obsługuje następujące linie tramwajowe:
| Linia | Pętla początkowa            | Pętla końcowa                     |
| ----- | --------------------------- | --------------------------------- |
| 6     | Bytom Szkoła Medyczna       | Katowice Plac Miarki              |
| 7     | Bytom Plac Sikorskiego      | Katowice Zawodzie Zajezdnia       |
| 13    | Katowice Plac Wolności      | Siemianowice Śląskie Plac Skargi  |
| 14    | Katowice Plac Miarki        | Mysłowice Dworzec PKP             |
| 15    | Katowice Plac Wolności      | Sosnowiec Zagórze Pętla           |
| 16    | Katowice Brynów Huberta     | Katowice Koszutka Słoneczna Pętla |
| 20    | Chorzów Batory Zajezdnia    | Katowice Szopienice Pętla         |
| 23    | Katowice Zawodzie Zajezdnia | Chorzów Stadion Śląski            |
| 43    | Chorzów Batory Zajezdnia    | Katowice Wełnowiec Plac Alfreda   |

## Tabor[3]
| Typ tramwaju             | Liczba |
| ------------------------ | ------ |
| Düwag Pt                 | 6      |
| Duewag/ZUR Ptm           | 9      |
| Konstal 105N             | 1      |
| Konstal 105Na            | 22     |
| Konstal 105N-2K          | 6      |
| Alstom Citadis 100 116Nd | 12     |
| 105N HF 11 AC            | 18     |
| Pesa Twist 2012N         | 22     |
| Pesa Twist 2012N-10      | 8      |
| Pesa Twist 2017N         | 27     |
| Wszystkie pojazdy        | 112    |